# ريوهيإي أوكازاكي
ريوهيإي أوكازاكي (باليابانية: 岡﨑 亮平) (مواليد 25 أبريل 1992)، هو لاعب كرة قدم ياباني سابق كان يلعب كمدافع.

## وصلات خارجية
- ريوهيإي أوكازاكي على موقع رابطة كرة القدم اليابانية للمحترفين (اليابانية)
- ريوهيإي أوكازاكي على موقع قاعدة بيانات كرة القدم.إي يو (الإنجليزية)
- ريوهيإي أوكازاكي على موقع Soccerway.com (الإنجليزية)
- ريوهيإي أوكازاكي على موقع عالم كرة القدم.نت (الإنجليزية)